# Grand Prix automobile de Grande-Bretagne 1968
GP précédent GP suivant
Le Grand Prix de Grande-Bretagne 1968 (XXIst British Grand Prix), disputé sur le circuit de Brands Hatch le 20 juillet 1968, est la cent-soixante-huitième épreuve du championnat du monde de Formule 1 courue depuis 1950 et la septième manche du championnat 1968.

## Contexte avant la course

### Le championnat du monde
La saison 1968 est la troisième disputée sous la réglementation trois litres pour les monoplaces à moteur atmosphérique, avec également possibilité d'utilisation de moteurs suralimentés, un coefficient deux étant alors appliqué pour la cylindrée (soit un maximum de 1 500 cm3 en cas d'utilisation d'un compresseur volumétrique ou d'un turbocompresseur). La réglementation s'appuie sur les points suivants :
- pas de cylindrée minimale
- cylindrée maximale : 3 000 cm3 si moteur atmosphérique ou 1 500 cm3 si moteur suralimenté
- poids minimal : 500 kg (à sec)
- roues non carénées
- double circuit de freinage obligatoire
- arceau de sécurité obligatoire (le haut du cerceau devant dépasser le casque du pilote)
- démarreur de bord obligatoire
- carburant commercial obligatoire
- ravitaillement en huile interdit durant la course
- distance minimale d'un Grand Prix : 300 km (à l'exception du GP de Monaco)
- distance maximale d'un Grand Prix : 400 km
- distance minimale pour être classé : 90% de la distance parcourue par le vainqueur

D'autre part, la Commission Sportive Internationale (CSI) autorise désormais l'apparition de publicité extra-sportive sur les voitures de course, aussi des annonceurs autres que les habituels pétroliers ou manufacturiers pourront-ils figurer sur les carrosseries.
Marquée par les disparitions successives de Jim Clark, Mike Spence, Ludovico Scarfiotti et de Jo Schlesser, la première partie de l'année 1968 s'est révélé particulièrement cruelle pour le sport automobile. Le Team Lotus a été tout particulièrement touché, Spence ayant été appelé à remplacer Clark au sein de cette écurie avant d'être frappé à son tour, et son fondateur Colin Chapman avait alors envisagé de mettre fin à toute activité sportive. Les victoires successives de Graham Hill en Espagne et à Monaco ont toutefois redonné confiance à l'équipe, le pilote britannique étant, à mi-saison, en tête du championnat du monde avec huit points d'avance sur Jackie Stewart et Jacky Ickx, le pilote Matra et le pilote belge étant à égalité.

En l'espace de trois mois, Jim Clark, Mike Spence, Ludovico Scarfiotti et Jo Schlesser ont tragiquement disparu, tous quatre victimes de leur passion pour le sport automobile.
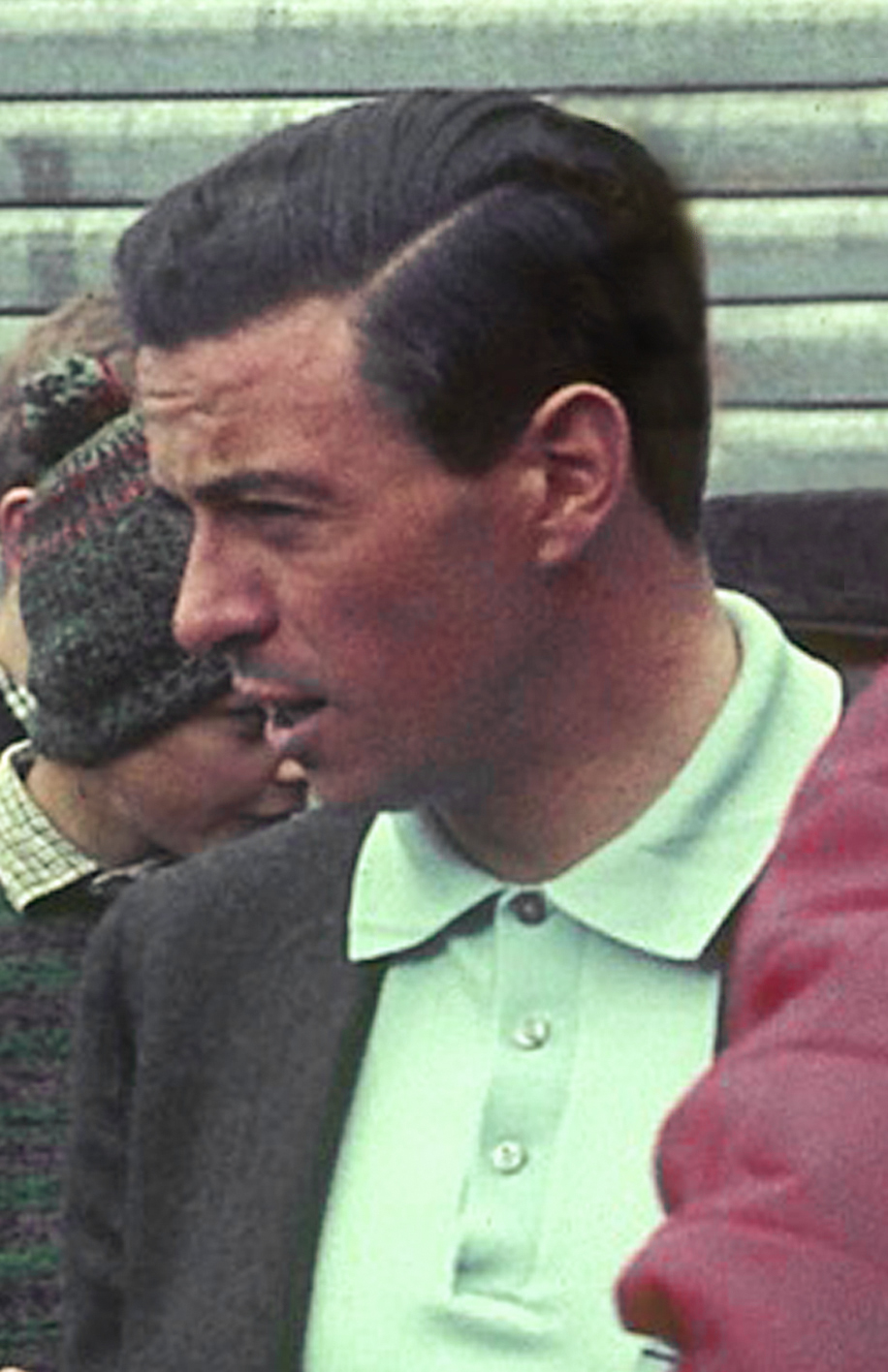
Jim Clark
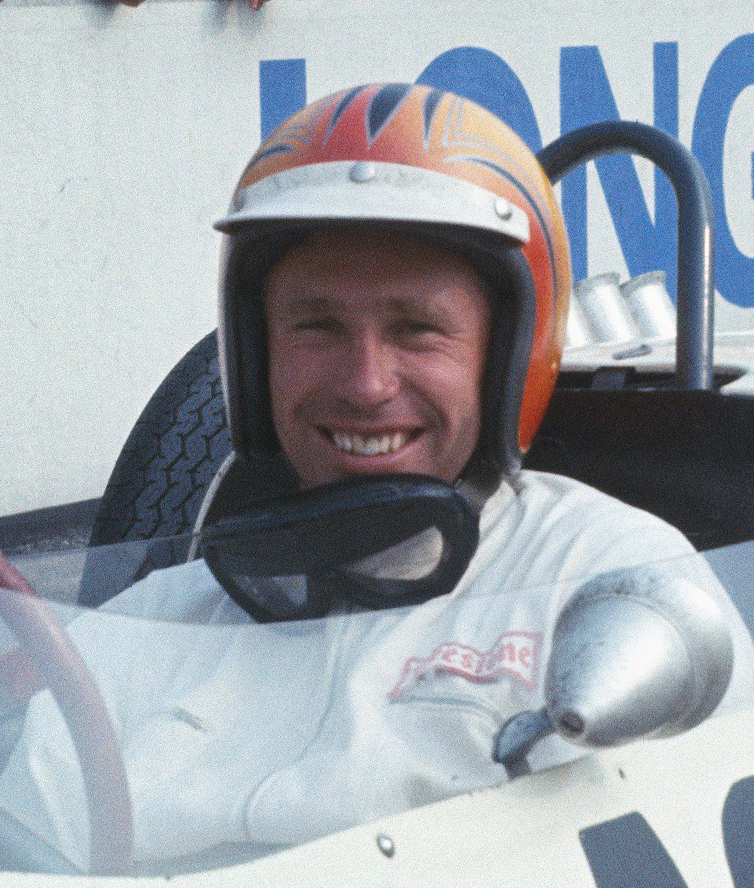
Mike Spence
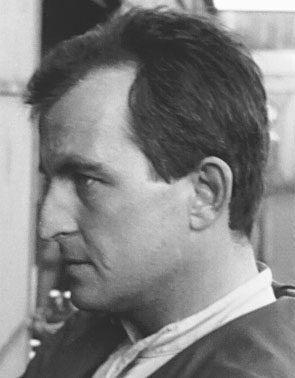
Ludovico Scarfiotti
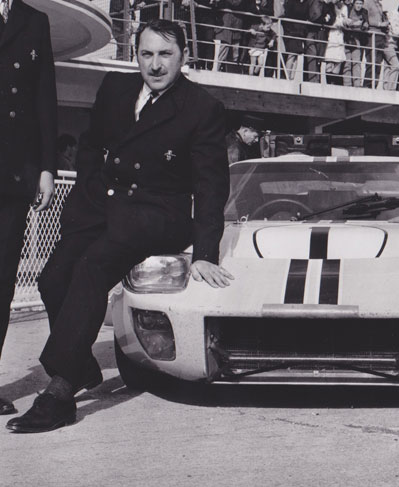
Jo Schlesser

### Le circuit

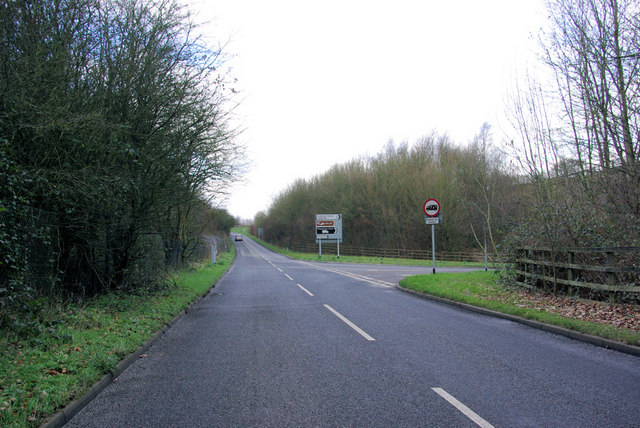
Les abords du circuit de Brands Hatch, près du village de Fawkham, à environ trente kilomètres de Londres.

Tout d'abord théâtre de courses motocyclistes sur gazon, le vallon de Brands Hatch, situé près du village de Fawkham (Kent), fut transformé dès 1950 en circuit permanent, une piste asphaltée d'un mile (1,6 kilomètre) y étant réalisée pour l'organisation d'une épreuve de Formule 3, le tracé étant en parallèle toujours utilisé pour le sport motocycliste. En 1954, l'adjonction de l'épingle des «Druids» porta la longueur du tracé à près de deux kilomètres, avant que de gros travaux ne soit effectués en 1960 pour la construction d'un circuit international de plus de quatre kilomètres, comportant de nombreux aménagements pour l'accueil des concurrents et des spectateurs, les tribunes offrant une vue d'ensemble de l'autodrome qui, depuis 1964 accueille, en alternance avec Silverstone, le Grand Prix automobile de Grande-Bretagne. Brands Hatch accueille également, depuis 1965, la Course des Champions, épreuve de Formule 1 hors championnat se déroulant le deuxième dimanche de mars. Lors de la dernière édition de cette épreuve, le pilote-constructeur Bruce McLaren avait accompli un tour à 167,6 km/h de moyenne, établissant un nouveau record officiel.

## Monoplaces en lice
- Brabham BT24 & BT26 "Usine"

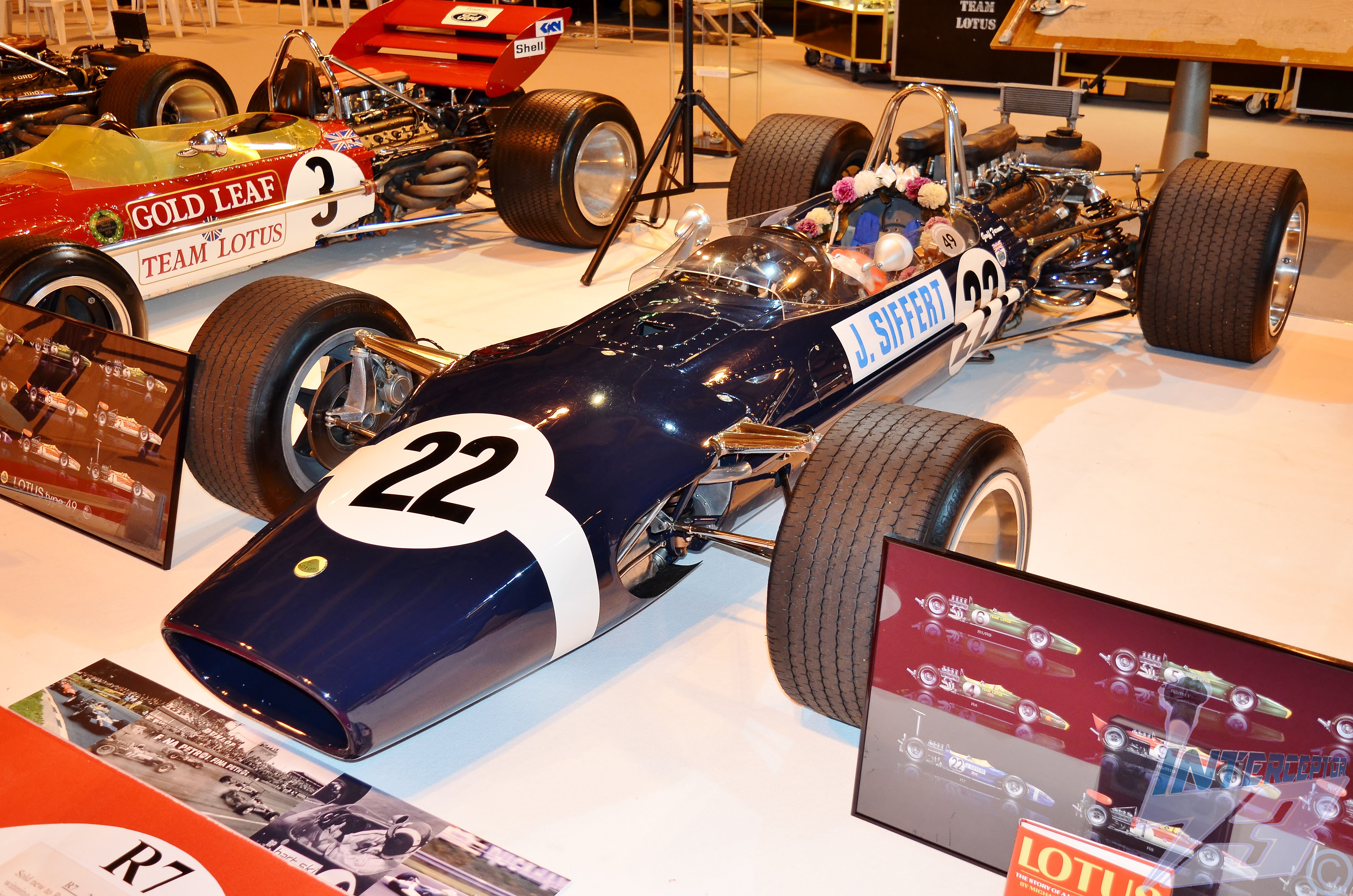
Joseph Siffert dispose d'une Lotus 49B flambant neuve. Pour Brands Hatch, elle sera dotée de deux volets aérodynamiques à l'avant et d'un imposant aileron arrière.

Après deux années de succès, l'équipe de Jack Brabham vit une saison difficile, la fiabilité du V8 Repco 860, à doubles arbres à cames en tête, s'avérant désastreuse. Bénéficiant d'une distribution à quatre soupapes par cylindre, il développe 400 chevaux à 8500 tr/min et permet aux BT26 de briller en qualification, mais depuis leur apparition en Espagne ces monoplaces de 530 kg, équipées d'une boîte de vitesses Hewland FG400, n'ont terminé aucune course, les casses mécaniques étant récurrentes ! Le pilote-constructeur et son coéquipier Jochen Rindt disposent de leurs voitures habituelles, un exemplaire du précédent modèle BT24 (510 kg, moteur V8 Repco à simples arbres à cames en tête, 340 chevaux à 8000 tr/min) servant de mulet. Brabham est le seul constructeur construisant des F1 à châssis multitubulaire (la coque des BT26 étant toutefois renforcée par des panneaux d'aluminium), les autres ayant adopté la technique monocoque. Les Brabham utilisent des pneus Goodyear.
- Brabham BT20 privée

L'ancien champion de Suisse Charles Vögele a racheté la Brabham BT20 utilisée par Denny Hulme en 1966 et au début de la saison 1967. Équipée d'une des premières versions du moteur V8 Repco, développant 315 chevaux, cette monoplace, confiée à Silvio Moser, pèse 565 kg et utilise des pneus Goodyear.
- Lotus 49 & 49B "Usine"

Graham Hill pilote son habituelle 49B, désormais dotée de deux larges volets avant et d'un aileron arrière surélevé. La 49B de Jackie Oliver ayant été très endommagée lors des essais du Grand Prix de France, le jeune pilote britannique pilotera la 49 utilisée par Jim Clark l'année précédente. Cette monoplace, louée jusqu'alors à l'écurie de Rob Walker pour Joseph Siffert, a été entièrement repeinte et révisée à l'usine et s'est vu greffer les mêmes appendices aérodynamiques que celle de Hill. Les deux voitures sont motorisées par un V8 Cosworth DFV (deux doubles arbres à cames en tête, quatre soupapes par cylindre, injection indirecte Lucas, 415 chevaux à 9200 tr/min), le moteur (boulonné au cockpit) étant porteur. La 49B est dotée d'une boîte «cinq» Hewland FG400, alors que la 49 d'Oliver a conservé la boîte ZF d'origine. Les Lotus pèsent 505 kg à vide et utilisent des pneus Firestone.
- Lotus 49B privée

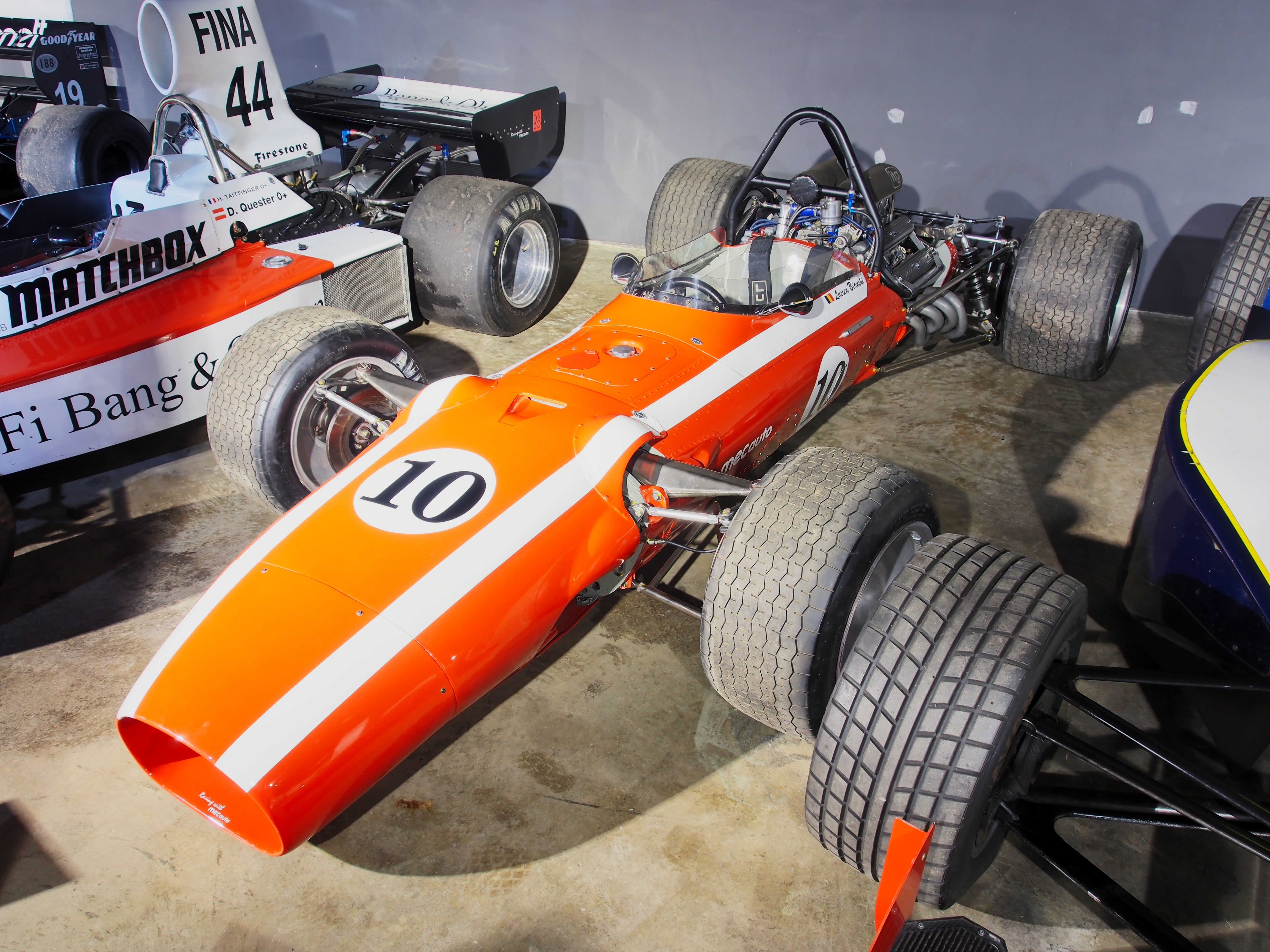
Destinée à Lucien Bianchi, la Cooper T86C à moteur V8 Alfa Romeo n'est pas présente à Brands Hatch, le motoriste n'ayant pas tenu les délais de réalisation.

Lotus ayant pris du retard dans la construction du châssis 49B destiné à Rob Walker, l'équipe en a elle-même réalisé l'assemblage dans les locaux de l'usine, à Hornsey. La monoplace, dotée d'un V8 Cosworth et d'une boîte cinq vitesses Hewland FG400, comporte un aileron moins haut que celui des Lotus officielles et de volets antérieurs un peu plus petits. Joseph Siffert lui fera faire à Brands Hatch ses premiers tours de roue.
- Cooper T86B & T86C "Usine"

Après le départ de Roy Salvadori (qui était peu favorable à un partenariat avec British Racing Motors) fin 1967, John Cooper a repris la direction sportive de l'usine familiale. Précédemment mues par un V12 Maserati, les monoplaces de Surbiton ont adopté le V12 BRM pour la saison 1968. À la mécanique près, les deux T86B engagées pour Vic Elford et le débutant Robin Widdows sont une évolution de la T86 de 1967, la légèreté du V12 de 380 chevaux par rapport au bloc italien ayant permis de réaliser une structure plus fine. La transmission est assurée par une boîte cinq vitesses Hewland. Elles pèsent 545 kg à vide et utilisent des pneus Firestone. John Cooper a également tenté un partenariat avec Autodelta (la division «Courses» d'Alfa Romeo) pour faire courir une monoplace équipée d'un V8 dérivé de la T33/2 Daytona, dont la cylindrée serait portée de 2,5 à 3 litres. Une évolution C de la T86 a été construite à cet effet, testée avec le moteur 2,5 litres par Lucien Bianchi à Silverstone et expédiée à Milan pour recevoir la nouvelle version 3 litres. Cette voiture devait courir à Brands Hatch mais le nouveau moteur n'a pas été réalisé, Bianchi devant déclarer forfait.
- Cooper T86 privée

Ayant racheté à John Cooper la T86 à moteur Maserati, l'Américain Tom Jones devait la piloter à Brands Hatch mais a déclaré forfait.
- Honda RA301 "Usine"

Après l'accident de Jo Schlesser à Rouen, le constructeur japonais a renoncé à engager sa révolutionnaire RA302, seule la RA301, aux mains de John Surtees, étant engagée. Motorisée par un V12 à doubles arbres à cames en tête et 48 soupapes, alimenté par injection indirecte, elle dispose de 430 chevaux à 11000 tr/min. Pesant plus de 550 kg à vide, la RA301 est désormais dotée d'un aileron arrière semblable à ceux des Lotus, fixé sur les porte-moyeux. Les volets latéraux fixés sur le capot avant sont d'une taille plus importante que ceux utilisés lors de la course précédente. Honda utilise des pneus Firestone.
- Ferrari 312/67 & 312/68 "Usine"

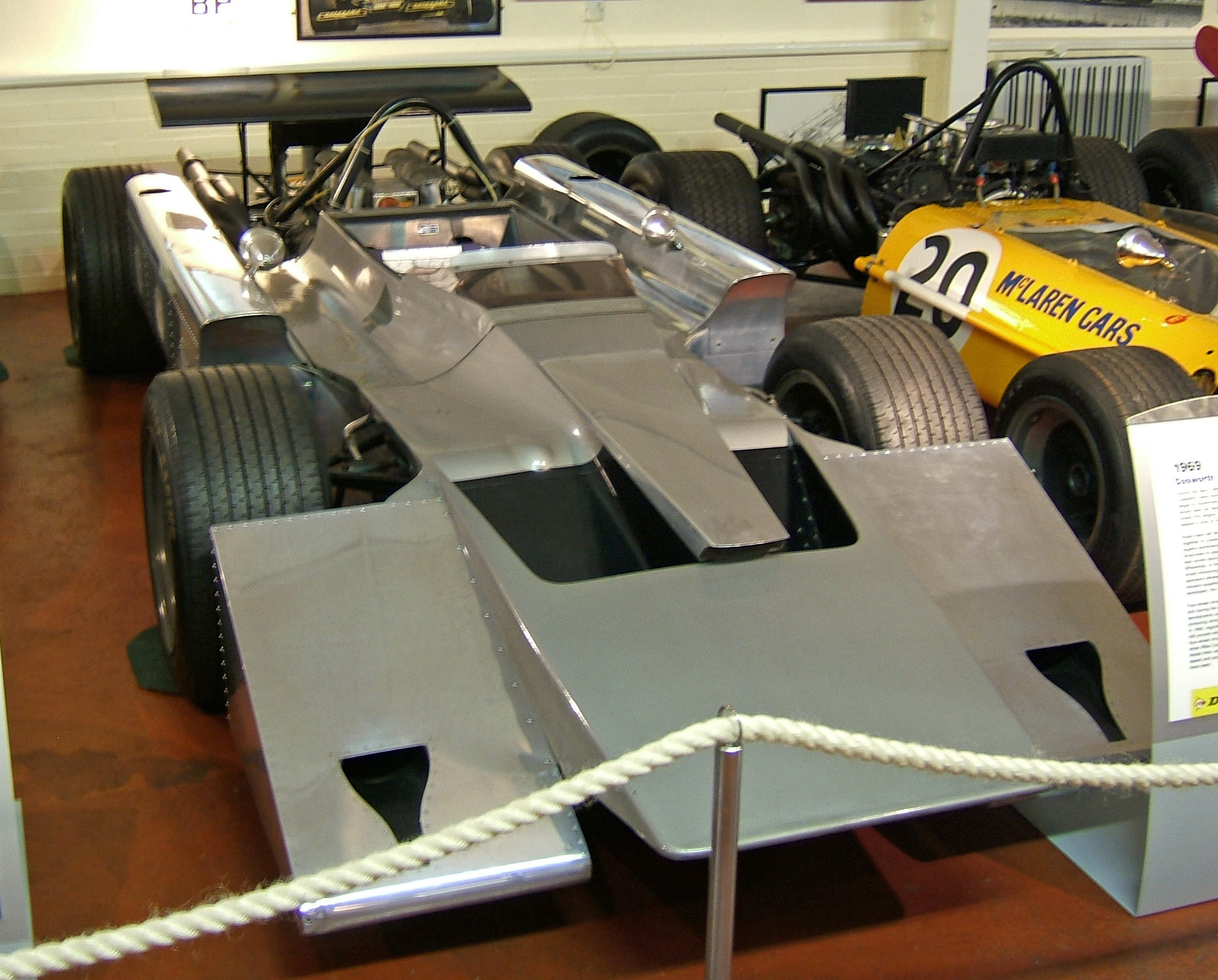
Concepteur des McLaren, Robin Herd a cessé sa collaboration avec le pilote-constructeur néo-zélandais pour dessiner le châssis de la Cosworth F1 (ci-dessus), qui verra le jour en 1969.

Comme à Rouen, la Scuderia Ferrari aligne deux 312/68 pour Chris Amon et Jacky Ickx, avec comme monoplace de réserve un modèle 312/67 de l'année précédente. Pesant un peu plus de 500 kg, les Ferrari sont animées par un V12 à doubles arbres à cames en tête et 48 soupapes, alimenté par un système d'injection indirecte Lucas. La puissance disponible est de 410 chevaux à 10800 tr/min dans sa version la plus récente pour les dernières versions, le moteur de la 312/67, ancré plus haut dans le châssis, offrant 10 chevaux de moins. Les trois voitures sont munies de petits volets triangulaires à l'avant et d'un aileron fixe monté sur le châssis au niveau du train arrière. Elles utilisent des pneus Firestone.
- BRM P126 & P133 "Usine"

La P133 confiée à Pedro Rodríguez est pratiquement identique aux deux P126 également amenées par l'équipe dirigée par Alfred Owen, dont les châssis été réalisés dans l'atelier privé de leur concepteur Len Terry alors que le dernier modèle a été entièrement construit à l'usine de Bourne. Une des P126 est aux mains de Richard Attwood, l'autre faisant office de mulet. Le pilote de Formule 3 Tony Lanfranchi espérait piloter une P126 pour son Grand Prix national et s'était impudemment inscrit comme troisième pilote officiel de l'équipe, mais Owen n'a pas donné suite à cet engagement. Pesant 550 kg, les BRM ont le même moteur V12 à doubles arbres à cames en tête que celui monté sur les Cooper, mais dans une version plus puissante (400 chevaux). La transmission est assurée par une boîte «cinq» Hewland DG300. Contrairement à la plupart de leurs concurrentes, les BRM ne sont pas pourvues d'appendices aérodynamiques. La P126 d'Attwood est chaussée de pneus Dunlop, les deux autres voitures de pneus Goodyear.
- BRM P126 privée

Au sein du Reg Parnell Racing, Piers Courage dispose d'une BRM P126 identique à celle d'Attwood et également chaussée de pneus Dunlop. 
- Eagle T1G "Usine"

Après s'être essentiellement consacré à la préparation des 500 miles d'Indianapolis (qu'il a terminés à la deuxième place derrière Bobby Unser, également sur Eagle), le pilote-constructeur Dan Gurney effectue son retour en F1 avec sa T1G à châssis monocoque en titane et magnésium. Son moteur Eagle V12 Mark IA (évolution du V12 Weslake utilisé la saison précédente) développe environ 400 chevaux à 10000 tr/min. Cette monoplace de 525 kg est désormais dotée d'un petit aileron avant (fixé sous le capot) et d'un aileron arrière fixe. Gurney utilise des  pneus Goodyear.
- McLaren M7A "Usine"

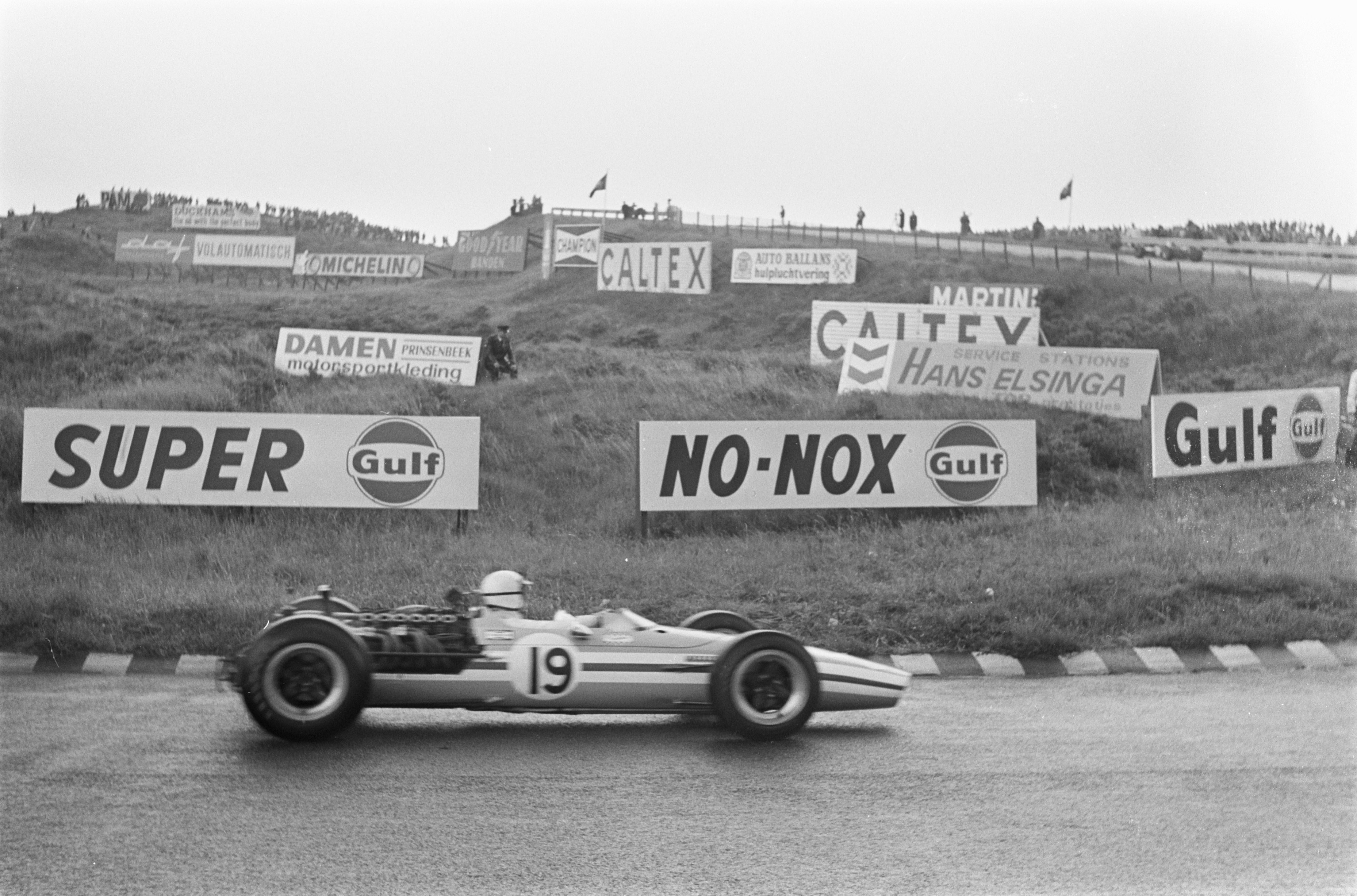
La McLaren M5A de Joakim Bonnier.

Bruce McLaren a amené ses trois M7A à moteur V8 Cosworth DFV. Il en pilote une, la deuxième étant aux mains du champion du monde Denny Hulme et le châssis le plus ancien servant de mulet. Alors qu'elles avaient brillé en début de saison, ces monoplaces de 515 kg se sont révélées nettement moins performantes que leurs principales rivales lors des dernières course, le départ de leur concepteur Robin Herd (parti travailler chez Cosworth sur un projet de Formule 1 à traction intégrale) ayant freiné leur développement. Contrairement aux deux autres, la voitures de réserve ne comporte ni aileron arrière, ni déflecteurs avant. Les McLaren sont chaussées de pneus Goodyear.
- McLaren M5A privée

Le pilote indépendant Joakim Bonnier a engagé sa M5A à moteur V12 BRM de 380 chevaux. Équipée d'une boîte «cinq» Hewland et de pneus Goodyear, elle pèse 535 kg à vide.
- Matra MS10 & MS11 "Usine"

Au sein de Matra Sports, Jean-Pierre Beltoise dispose de la même voiture qu'à Rouen mais ne peut bénéficier de la dernière évolution du moteur maison, qui avait serré lors des essais, n'étant pas totalement reconditionné. Dans sa première version, le V12 délivre 395 chevaux à 10500 tr/min, alors que la MS11, équipée d'une boîte «cinq» Hewland FG400, pèse 570 kg à vide et s'avère la monoplace la plus lourde du plateau. L'équipe Matra International, dirigée par Ken Tyrrell, a amené ses deux MS10 à moteur V8 Cosworth DFV et boîte Hewland DG300, confiées à Jackie Stewart qui bénéficie donc d'un mulet. Hormis la partie mécanique et la fixation du bloc moteur (qui est porteur sur la MS10 et fixé sur un berceau sur la MS11), les châssis sont semblables. La version V8 pèse 530 kg à vide. Les Matra sont chaussées de pneus Dunlop. Stewart n'est pas totalement rétabli de sa blessure au poignet due à un accident en F2, ce qui risque d'être un sérieux handicap sur le sinueux circuit de Brands Hatch.

## Coureurs inscrits
| no | Pilote               | Écurie                      | Constructeur | Modèle         | N° châssis | Moteur               | Pneumatiques |
| -- | -------------------- | --------------------------- | ------------ | -------------- | ---------- | -------------------- | ------------ |
| 1  | Denny Hulme          | Bruce McLaren Motor Racing  | McLaren      | McLaren M7A    | M7A/2      | Ford Cosworth DFV V8 | G            |
| 2  | Bruce McLaren        | Bruce McLaren Motor Racing  | McLaren      | McLaren M7A    | M7A/3      | Ford Cosworth DFV V8 | G            |
| 3  | Jack Brabham         | Brabham Racing Organisation | Brabham      | Brabham BT26   | BT26/1     | Repco 860 V8         | G            |
| 4  | Jochen Rindt         | Brabham Racing Organisation | Brabham      | Brabham BT26   | BT26/2     | Repco 860 V8         | G            |
| 5  | Chris Amon           | SpA Ferrari SEFAC           | Ferrari      | Ferrari 312/68 | 312/0011   | Ferrari 242C V12     | F            |
| 6  | Jacky Ickx           | SpA Ferrari SEFAC           | Ferrari      | Ferrari 312/68 | 312/0009   | Ferrari 242 V12      | F            |
| 7  | John Surtees         | Honda R&D Company           | Honda        | Honda RA301    | F-801      | Honda RA301E V12     | F            |
| 8  | Graham Hill          | Gold Leaf Team Lotus        | Lotus        | Lotus 49B      | 49 R5      | Ford Cosworth DFV V8 | F            |
| 9  | Jackie Oliver        | Gold Leaf Team Lotus        | Lotus        | Lotus 49       | 49 R2      | Ford Cosworth DFV V8 | F            |
| 10 | Pedro Rodríguez      | Owen Racing Organisation    | BRM          | BRM P133       | P133/01    | BRM P101 V12         | G            |
| 11 | Richard Attwood      | Owen Racing Organisation    | BRM          | BRM P126       | P126/03    | BRM P101 V12         | D            |
| 12 | Tony Lanfranchi      | Owen Racing Organisation    | BRM          | BRM P126       | P126/02    | BRM P101 V12         | D            |
| 14 | Jackie Stewart       | Matra International         | Matra        | Matra MS10     | MS10-02    | Ford Cosworth DFV V8 | D            |
| 15 | Vic Elford           | Cooper Car Company          | Cooper       | Cooper T86 B   | F1-4-68    | BRM P101 V12         | F            |
| 16 | Robin Widdows        | Cooper Car Company          | Cooper       | Cooper T86 B   | F1-1-68    | BRM P101 V12         | F            |
| 17 | Lucien Bianchi       | Cooper Car Company          | Cooper       | Cooper T86 C   | F1-3-68    | Alfa Romeo T33 V8    | F            |
| 18 | Jean-Pierre Beltoise | Matra Sports                | Matra        | Matra MS11     | MS11-02    | Matra MS9 V12        | D            |
| 19 | Silvio Moser         | Charles Vögele Racing       | Brabham      | Brabham BT20   | F1-2-66    | Repco 620 V8         | G            |
| 20 | Piers Courage        | Reg Parnell Racing          | BRM          | BRM P126       | P126/01    | BRM P101 V12         | D            |
| 21 | Tom Jones            | Privé                       | Cooper       | Cooper T86     | F1-2-67    | Maserati 9/F1 V12    | G            |
| 22 | Joseph Siffert       | Rob Walker/Jack Durlacher   | Lotus        | Lotus 49B      | 49 R7      | Ford Cosworth DFV V8 | F            |
| 23 | Joakim Bonnier       | Joakim Bonnier Racing Team  | McLaren      | McLaren M5A    | M5A/1      | BRM P101 V12         | G            |
| 24 | Dan Gurney           | Anglo-American Racers       | Eagle        | Eagle T1G      | 104        | Eagle Mark 1A V12    | G            |
| 30 | Jackie Stewart       | Matra International         | Matra        | Matra MS10     | MS10-01    | Ford Cosworth DFV V8 | D            |
| 31 | Jochen Rindt         | Brabham Racing Organisation | Brabham      | Brabham BT24   | BT24/3     | Repco 740 V8         | G            |
| 32 | Chris Amon           | SpA Ferrari SEFAC           | Ferrari      | Ferrari 312/67 | 312/0007   | Ferrari 242 V12      | F            |
| 33 | Pedro Rodríguez      | Owen Racing Organisation    | BRM          | BRM P126       | P126/02    | BRM P101 V12         | G            |
| 34 | Bruce McLaren        | Bruce McLaren Motor Racing  | McLaren      | McLaren M7A    | M7A/1      | Ford Cosworth DFV V8 | G            |

- Les numéros 30 à 34 ont été attribués aux voitures de réserve.

## Qualifications
Trois séances qualificatives ont été prévues par les organisateurs, les jeudi matin, le jeudi après-midi et le vendredi matin précédant la course.

### Première séance qualificative - jeudi 18 juillet (matin)

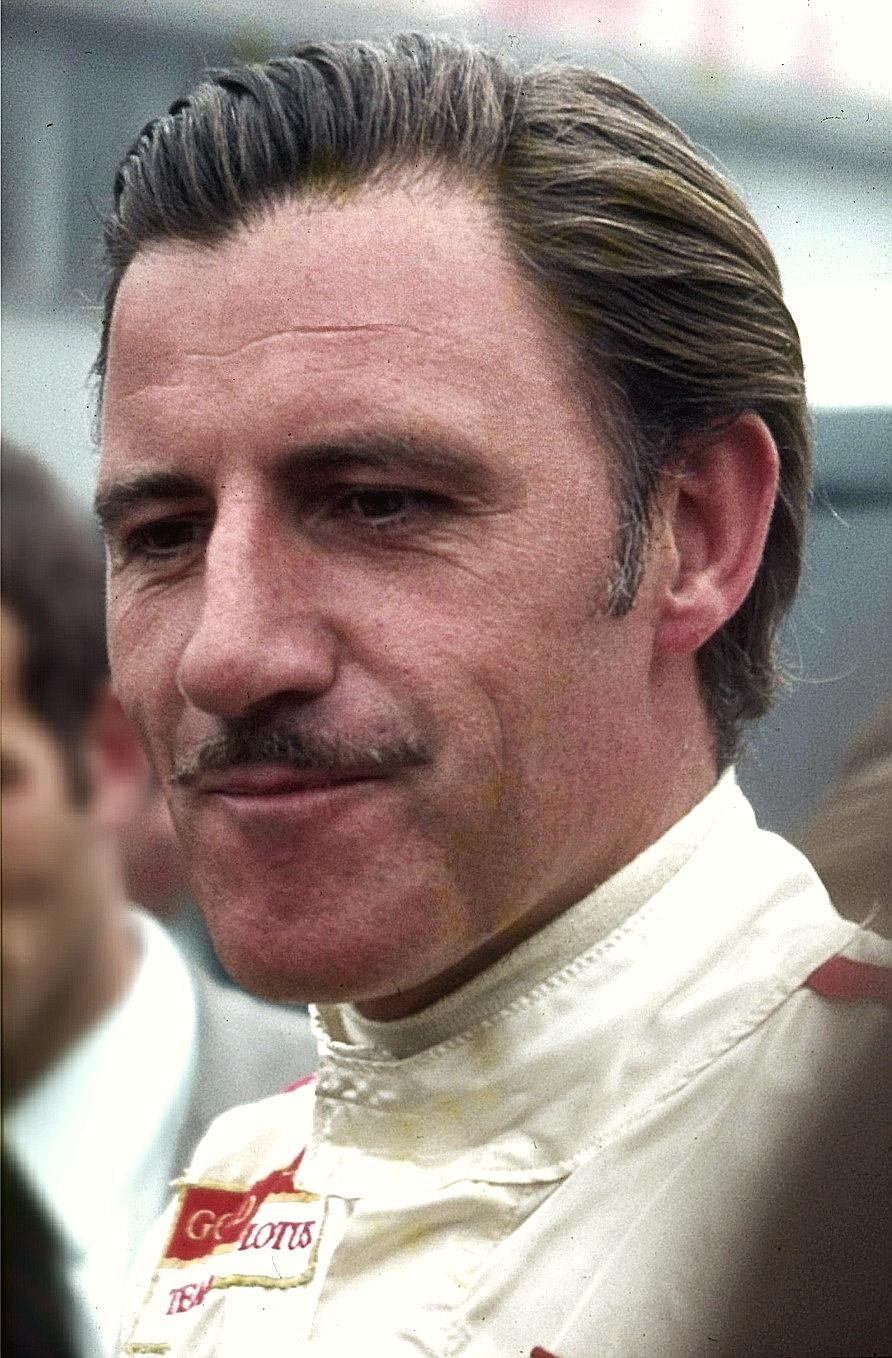
Graham Hill a dominé la première séance d'essais.

Le ciel est couvert mais la piste est parfaitement sèche pour le déroulement de la première séance qualificative, le jeudi matin. Exploitant au mieux les nouveaux pneus Firestone YB11 et bénéficiant d'une Lotus parfaitement réglée pour la piste sinueuse de Brands Hatch, Graham Hill va dominer la session, bouclant son meilleur tour à 171,5 km/h de moyenne. Bien que disposant d'un modèle un peu plus ancien, son coéquipier Jackie Oliver va se montrer également très à l'aise mais sera finalement devancé d'un dixième de seconde par la Ferrari de Chris Amon, chaussée des mêmes gommes. Malgré un poignet toujours douloureux depuis son accident de Jarama, Jackie Stewart réalise le quatrième temps sur sa Matra. Favorites après leur domination sur ce circuit en mars, les McLaren ne sont pas très compétitives, Denny Hulme et Bruce McLaren échouant à plus d'une seconde et demie de Hill. Au volant de la deuxième Ferrari, Jacky Ickx est loin d'être aussi à l'aise qu'Amon et lui rend trois secondes au tour ! Joseph Siffert a dû patienter plus d'une heure avant que sa nouvelle Lotus ne soit opérationnelle ; il n'a donc pas réalisé de performance significative. Les Brabham officielles ont des problèmes de moteur et de carburation et leurs pilotes n'ont pas pu défendre leurs chances, tout comme Pedro Rodríguez dont la BRM manque de puissance.
| Pos. | Pilote               | Écurie        | Temps        | Écart   |
| ---- | -------------------- | ------------- | ------------ | ------- |
| 1    | Graham Hill          | Lotus-Ford    | 1 min 29 s 5 |         |
| 2    | Chris Amon           | Ferrari       | 1 min 29 s 8 | + 0 s 3 |
| 3    | Jackie Oliver        | Lotus-Ford    | 1 min 29 s 9 | + 0 s 4 |
| 4    | Jackie Stewart       | Matra-Ford    | 1 min 30 s 2 | + 0 s 7 |
| 5    | John Surtees         | Honda         | 1 min 30 s 3 | + 0 s 8 |
| 6    | Dan Gurney           | Eagle         | 1 min 31 s 0 | + 1 s 5 |
| 7    | Denny Hulme          | McLaren-Ford  | 1 min 31 s 2 | + 1 s 7 |
| 8    | Bruce McLaren        | McLaren-Ford  | 1 min 31 s 2 | + 1 s 7 |
| 9    | Jochen Rindt         | Brabham-Repco | 1 min 31 s 4 | + 1 s 9 |
| 10   | Richard Attwood      | BRM           | 1 min 31 s 7 | + 2 s 2 |
| 11   | Jean-Pierre Beltoise | Matra         | 1 min 32 s 6 | + 3 s 1 |
| 12   | Jacky Ickx           | Ferrari       | 1 min 32 s 7 | + 3 s 2 |
| 13   | Joseph Siffert       | Lotus-Ford    | 1 min 32 s 9 | + 3 s 4 |
| 14   | Pedro Rodríguez      | BRM           | 1 min 33 s 1 | + 3 s 6 |
| 15   | Vic Elford           | Cooper-BRM    | 1 min 33 s 1 | + 3 s 6 |
| 16   | Piers Courage        | BRM           | 1 min 33 s 9 | + 4 s 4 |
| 17   | Robin Widdows        | Cooper-BRM    | 1 min 35 s 4 | + 5 s 9 |
| 18   | Silvio Moser         | Brabham-Repco | 1 min 36 s 3 | + 6 s 8 |
| 19   | Jack Brabham         | Brabham-Repco | 1 min 37 s 7 | + 8 s 2 |

### Deuxième séance qualificative - jeudi 18 juillet (après-midi)
Le soleil est présent pour la deuxième session. Amon utilise sa voiture de réserve et va se montrer le plus rapide de l'après-midi, devançant Hill d'un dixième de seconde. Le Britannique conserve toutefois l'avantage, grâce à sa performance matinale. Au volant de son Eagle, Dan Gurney est presque aussi rapide, devançant McLaren et Hulme. Stewart et Oliver ne sont pas parvenus à améliorer leurs chronos du matin. Jack Brabham tente de régler ses problèmes de carburation et ne prend pas la piste ; son coéquipier Jochen Rindt a également fait face à des problèmes de moteur et n'a pu réaliser de performance significative. 
| Pos. | Pilote               | Écurie        | Temps        | Écart   |
| ---- | -------------------- | ------------- | ------------ | ------- |
| 1    | Chris Amon           | Ferrari       | 1 min 29 s 7 |         |
| 2    | Graham Hill          | Lotus-Ford    | 1 min 29 s 8 | + 0 s 1 |
| 3    | Dan Gurney           | Eagle         | 1 min 30 s 0 | + 0 s 3 |
| 4    | Bruce McLaren        | McLaren-Ford  | 1 min 30 s 4 | + 0 s 7 |
| 5    | Denny Hulme          | McLaren-Ford  | 1 min 30 s 4 | + 0 s 7 |
| 6    | John Surtees         | Honda         | 1 min 30 s 6 | + 0 s 9 |
| 7    | Jackie Stewart       | Matra-Ford    | 1 min 30 s 7 | + 1 s 0 |
| 8    | Jackie Oliver        | Lotus-Ford    | 1 min 30 s 7 | + 1 s 0 |
| 9    | Jacky Ickx           | Ferrari       | 1 min 31 s 1 | + 1 s 4 |
| 10   | Joseph Siffert       | Lotus-Ford    | 1 min 31 s 5 | + 1 s 8 |
| 11   | Pedro Rodríguez      | BRM           | 1 min 31 s 6 | + 1 s 9 |
| 12   | Jean-Pierre Beltoise | Matra         | 1 min 31 s 6 | + 1 s 9 |
| 13   | Jochen Rindt         | Brabham-Repco | 1 min 31 s 8 | + 2 s 1 |
| 14   | Piers Courage        | BRM           | 1 min 32 s 3 | + 2 s 6 |
| 15   | Vic Elford           | Cooper-BRM    | 1 min 33 s 0 | + 3 s 3 |

### Troisième séance qualificative - vendredi 19 juillet (matin)
Le soleil brille pour la dernière session qualificative, le vendredi matin. Hill s'impose d'emblée, et ne tarde pas à améliorer ses temps de la veille, bouclant finalement son meilleur tour à 172,7 km/h de moyenne. Son coéquipier Oliver se met également en évidence et va s'approcher à une demi-seconde de son chef de file, devançant Amon qui complète la première ligne. Siffert a achevé la mise au point de sa Lotus et réalise le quatrième temps, se qualifiant à la corde de la deuxième ligne au côté de Rindt dont la Brabham tourne enfin correctement. Son coéquipier Brabham était également en passe d'accomplir une belle performance lorsqu'une fuite d'huile mit prématurément fin à sa séance. Stewart a amélioré ses chronos, égalant le temps réalisé par Gurney le jeudi.
| Pos. | Pilote               | Écurie        | Temps        | Écart   |
| ---- | -------------------- | ------------- | ------------ | ------- |
| 1    | Graham Hill          | Lotus-Ford    | 1 min 28 s 9 |         |
| 2    | Jackie Oliver        | Lotus-Ford    | 1 min 29 s 4 | + 0 s 5 |
| 3    | Chris Amon           | Ferrari       | 1 min 29 s 5 | + 0 s 6 |
| 4    | Joseph Siffert       | Lotus-Ford    | 1 min 29 s 7 | + 0 s 8 |
| 5    | Jochen Rindt         | Brabham-Repco | 1 min 29 s 9 | + 1 s 0 |
| 6    | Jackie Stewart       | Matra-Ford    | 1 min 30 s 0 | + 1 s 1 |
| 7    | Jack Brabham         | Brabham-Repco | 1 min 30 s 2 | + 1 s 3 |
| 8    | Bruce McLaren        | McLaren-Ford  | 1 min 30 s 4 | + 1 s 5 |
| 9    | Denny Hulme          | McLaren-Ford  | 1 min 30 s 7 | + 1 s 8 |
| 10   | Dan Gurney           | Eagle         | 1 min 30 s 7 | + 1 s 8 |
| 11   | Jacky Ickx           | Ferrari       | 1 min 31 s 0 | + 2 s 1 |
| 12   | John Surtees         | Honda         | 1 min 31 s 0 | + 2 s 1 |
| 13   | Jean-Pierre Beltoise | Matra         | 1 min 31 s 6 | + 2 s 7 |
| 14   | Pedro Rodríguez      | BRM           | 1 min 32 s 7 | + 3 s 8 |
| 15   | Piers Courage        | BRM           | 1 min 33 s 2 | + 4 s 3 |
| 16   | Richard Attwood      | BRM           | 1 min 33 s 3 | + 4 s 4 |
| 17   | Robin Widdows        | Cooper-BRM    | 1 min 34 s 0 | + 5 s 1 |
| 18   | Vic Elford           | Cooper-BRM    | 1 min 34 s 4 | + 5 s 5 |
| 19   | Silvio Moser         | Brabham-Repco | 1 min 35 s 4 | + 6 s 5 |
| 20   | Joakim Bonnier       | McLaren-BRM   | 1 min 36 s 8 | + 7 s 9 |

### Tableau final des qualifications

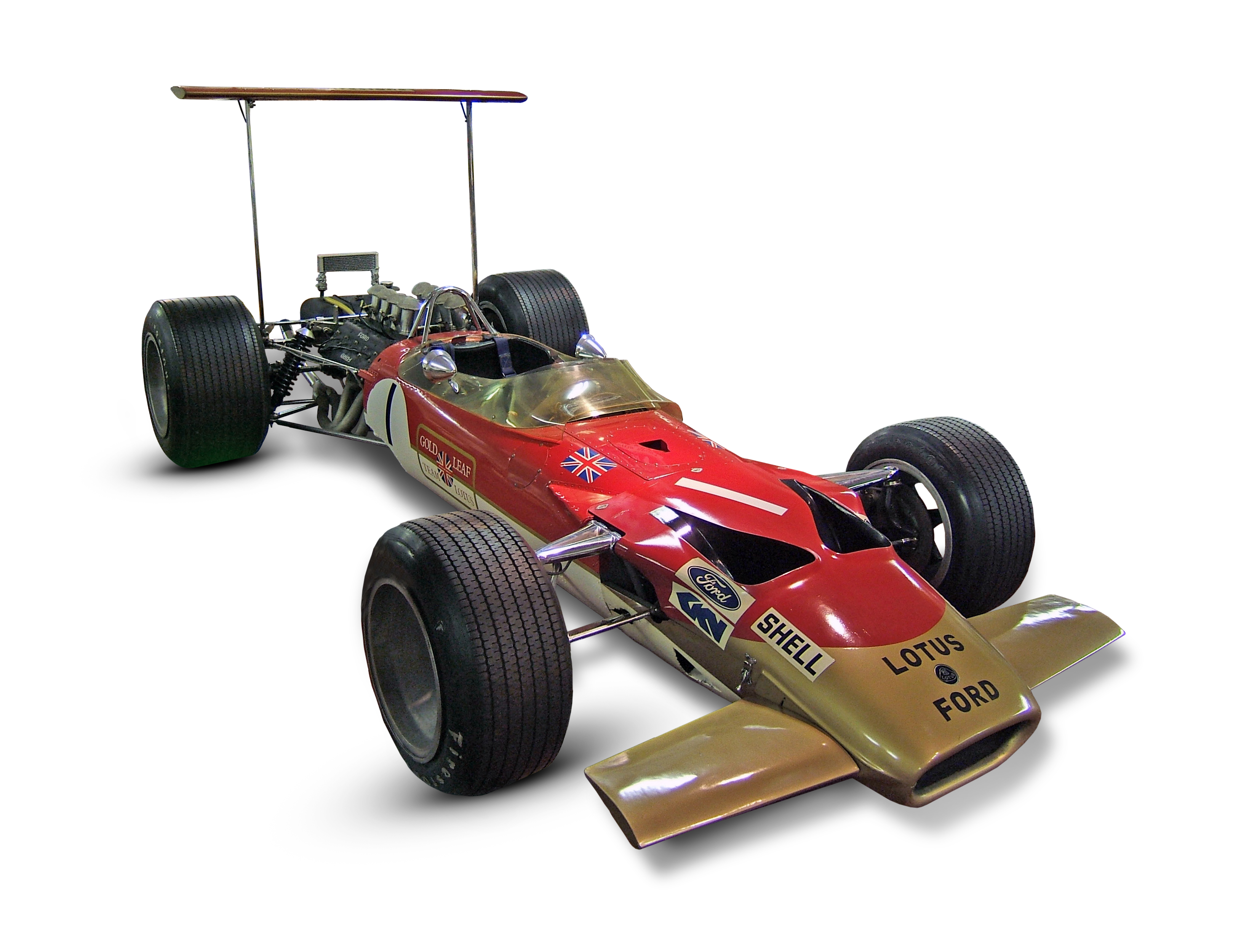
Les Lotus 49 officielles de Graham Hill et Jackie Oliver ont dominé les essais et partiront en première ligne.

| Pos. | Pilote               | Écurie        | Temps        | Écart   | Commentaire                       |
| ---- | -------------------- | ------------- | ------------ | ------- | --------------------------------- |
| 1    | Graham Hill          | Lotus-Ford    | 1 min 28 s 9 |         | temps réalisé le vendredi matin   |
| 2    | Jackie Oliver        | Lotus-Ford    | 1 min 29 s 4 | + 0 s 5 | temps réalisé le vendredi matin   |
| 3    | Chris Amon           | Ferrari       | 1 min 29 s 5 | + 0 s 6 | temps réalisé le vendredi matin   |
| 4    | Joseph Siffert       | Lotus-Ford    | 1 min 29 s 7 | + 0 s 8 | temps réalisé le vendredi matin   |
| 5    | Jochen Rindt         | Brabham-Repco | 1 min 29 s 9 | + 1 s 0 | temps réalisé le vendredi matin   |
| 6    | Dan Gurney           | Eagle         | 1 min 30 s 0 | + 1 s 1 | temps réalisé le jeudi après-midi |
| 7    | Jackie Stewart       | Matra-Ford    | 1 min 30 s 0 | + 1 s 1 | temps réalisé le vendredi matin   |
| 8    | Jack Brabham         | Brabham-Repco | 1 min 30 s 2 | + 1 s 3 | temps réalisé le vendredi matin   |
| 9    | John Surtees         | Honda         | 1 min 30 s 3 | + 1 s 4 | temps réalisé le jeudi matin      |
| 10   | Bruce McLaren        | McLaren-Ford  | 1 min 30 s 4 | + 1 s 5 | temps réalisé le jeudi après-midi |
| 11   | Denny Hulme          | McLaren-Ford  | 1 min 30 s 4 | + 1 s 5 | temps réalisé le jeudi après-midi |
| 12   | Jacky Ickx           | Ferrari       | 1 min 31 s 0 | + 2 s 1 | temps réalisé le vendredi matin   |
| 13   | Pedro Rodríguez      | BRM           | 1 min 31 s 6 | + 2 s 7 | temps réalisé le jeudi après-midi |
| 14   | Jean-Pierre Beltoise | Matra         | 1 min 31 s 6 | + 2 s 7 | temps réalisé le jeudi après-midi |
| 15   | Richard Attwood      | BRM           | 1 min 31 s 7 | + 2 s 8 | temps réalisé le jeudi matin      |
| 16   | Piers Courage        | BRM           | 1 min 32 s 3 | + 3 s 4 | temps réalisé le jeudi après-midi |
| 17   | Vic Elford           | Cooper-BRM    | 1 min 33 s 0 | + 4 s 1 | temps réalisé le jeudi après-midi |
| 18   | Robin Widdows        | Cooper-BRM    | 1 min 34 s 0 | + 5 s 1 | temps réalisé le vendredi matin   |
| 19   | Silvio Moser         | Brabham-Repco | 1 min 35 s 4 | + 6 s 5 | temps réalisé le vendredi matin   |
| 20   | Joakim Bonnier       | McLaren-BRM   | 1 min 36 s 8 | + 7 s 9 | temps réalisé le vendredi matin   |

## Grille de départ
| 1re ligne | Pos. 3                      |                              | Pos. 2                     |                             | Pos. 1                     |
|           | Amon Ferrari 1 min 29 s 5   |                              | Oliver Lotus 1 min 29 s 4  |                             | G. Hill Lotus 1 min 28 s 9 |
| 2e ligne  |                             | Pos. 5                       |                            | Pos. 4                      |                            |
|           |                             | Rindt Brabham 1 min 29 s 9   |                            | Siffert Lotus 1 min 29 s 7  |                            |
| 3e ligne  | Pos. 8                      |                              | Pos. 7                     |                             | Pos. 6                     |
|           | Brabham 1 min 30 s 2        |                              | Stewart Matra 1 min 30 s 0 |                             | Gurney Eagle 1 min 30 s 0  |
| 4e ligne  |                             | Pos. 10                      |                            | Pos. 9                      |                            |
|           |                             | McLaren 1 min 30 s 4         |                            | Surtees Honda 1 min 30 s 3  |                            |
| 5e ligne  | Pos. 13                     |                              | Pos. 12                    |                             | Pos. 11                    |
|           | Rodríguez BRM 1 min 31 s 6  |                              | Ickx Ferrari 1 min 31 s 0  |                             | Hulme McLaren 1 min 30 s 4 |
| 6e ligne  |                             | Pos. 15                      |                            | Pos. 14                     |                            |
|           |                             | Attwood BRM 1 min 31 s 7     |                            | Beltoise Matra 1 min 31 s 6 |                            |
| 7e ligne  | Pos. 18                     |                              | Pos. 17                    |                             | Pos. 16                    |
|           | Widdows Cooper 1 min 34 s 0 |                              | Elford Cooper 1 min 33 s 0 |                             | Courage BRM 1 min 32 s 3   |
| 8e ligne  |                             | Pos. 20                      |                            | Pos. 19                     |                            |
|           |                             | Bonnier McLaren 1 min 36 s 8 |                            | Moser Brabham 1 min 35 s 4  |                            |

- Leurs meilleurs temps respectifs étant supérieurs au seuil de 1 min 34 s, Silvio Moser et Joakim Bonnier étaient initialement non qualifiés. Ils ont toutefois été repêchés par les organisateurs et partiront en dernière ligne[23].

## Déroulement de la course

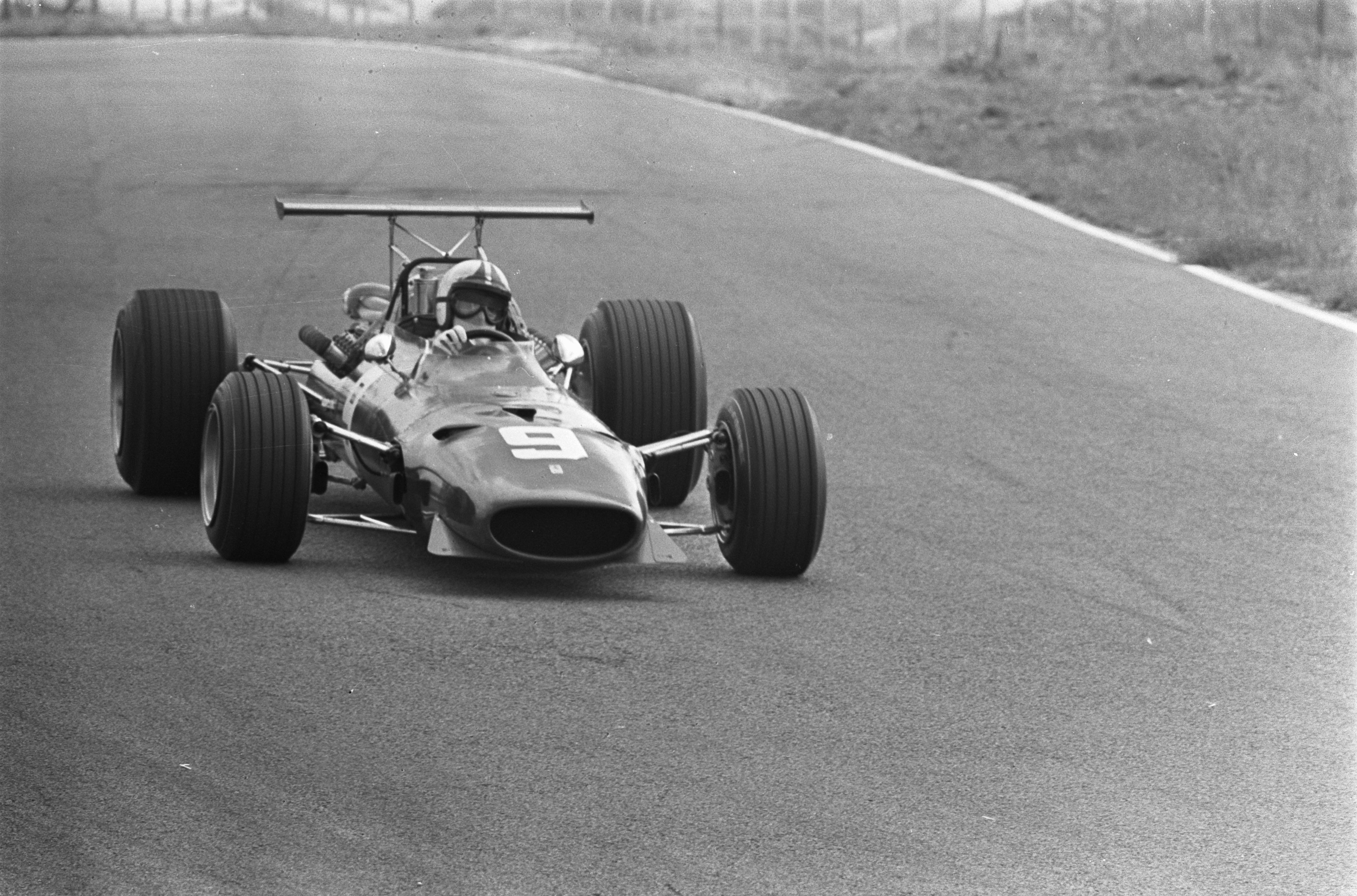
Au volant de sa Ferrari 312 Chris Amon (vu ici à Zandvoort) fut l'un des principaux animateurs de la course.

Le départ est donné le samedi à quinze heures, devant plus de soixante-cinq mille spectateurs. Une très légère bruine est apparue lors du tour de formation, incitant Jochen Rindt (Brabham), Pedro Rodríguez (BRM) et le pilote-constructeur Bruce McLaren à opter pour des pneus «pluie», bien que la piste soit sèche. Jackie Oliver prend d'emblée l'avantage sur son coéquipier Graham Hill, les deux Lotus officielles négociant le premier virage talonnées par la Ferrari de Chris Amon et la Lotus privée de Joseph Siffert. Son moteur s'étouffant, Dan Gurney américain a garé son Eagle sur le bas-côté afin que ses mécaniciens interviennent sur la pompe à essence, le pilote américain perdant une minute avant de se lancer dans la course. En fond de grille, la Cooper de Vic Elford a dû être poussée pour démarrer, avec une vingtaine de secondes de retard. Siffert ayant débordé Amon au niveau de l'épingle de Druids, ce sont les trois Lotus, toujours emmenées par Oliver, dont le moteur émet un léger panache de fumée et laisse échapper un peu d'huile, qui déboulent en tête devant les stands à la fin du premier tour, talonnées par la Ferrari. La Matra de Jackie Stewart et la Honda de John Surtees ne sont qu'à quelques longueurs, ayant creusé l'écart sur le reste du peloton emmené par la BRM de Pedro Rodríguez et la Brabham de Jochen Rindt, au coude à coude. Roulant au ralenti, Jack Brabham rentre au stand et abandonne, un des arbres à cames de son V8 Repco étant endommagé. Alors que les six premiers se détachent rapidement de leurs poursuivants, Rindt, handicapé par son choix de pneus, perd plusieurs place. Au troisième passage devant les stands, Oliver est toujours talonné par Hill. Ce dernier va prendre la tête à la sortie de l'épingle et c'est avec près d'une seconde d'avance sur son coéquipier (dont le V8 a cessé de fumer) qu'il boucle le quatrième tour. Siffert, toujours talonné par Amon, Stewart et Surtees, est à deux secondes. McLaren, qui a doublé Rodríguez, accuse déjà douze secondes de retard sur le leader. Gurney s'est arrêté au stand pour faire remplacer sa pompe à essence ; il y restera immobilisé plus d'une heure et n'accomplira que quelques boucles supplémentaires avant de renoncer définitivement.
Après dix tours, les quatre premiers, toujours dans le même ordre, restent groupés, précédant de quelques secondes Stewart et Surtees qui se disputent la cinquième place. Les suivants sont beaucoup plus loin. Mal chaussé, McLaren a successivement laissé passer son coéquipier Denny Hulme, puis la Ferrari de Jacky Ickx et la BRM de Richard Attwood ; ce dernier va abandonner peu après, radiateur percé. Tandis que Hill maintient une seconde et demie d'avance sur Oliver, lui-même une seconde devant Siffert et Amon, Stewart peine à suivre le rythme des hommes de tête et Surtees parvient à le doubler à la fin du treizième tour et s'en détache immédiatement. Hormis les écarts qui se creusent, le classement n'évolue pas lors des tours suivants.
Au quart de la course, Hill et Oliver roulent toujours de concert, une seconde les séparant. Siffert et Amon sont légèrement décrochés, à trois secondes. Cinquième, Surtees ne parvient pas à tenir le rythme des premiers et accuse désormais douze secondes de retard, tandis que Stewart a perdu du terrain, conservant toutefois une bonne marge sur Hulme et Ickx qui se disputent âprement la septième place. Le jeune pilote belge va parvenir à dépasser le champion du monde au cours du vingt-deuxième tour, celui-ci se maintenant ensuite dans le sillage de la Ferrari.
Au cours du vingt-septième tour, alors qu'il contrôlait toujours la course, Hill emprunte la bretelle de raccordement derrière les stands : le joint de cardan droit a lâché, entraînant l'affaissement de la suspension arrière, et l'abandon est inévitable. Oliver se retrouve en tête avec deux secondes d'avance sur Siffert, toujours suivi de très près par Amon. Isolé à la quatrième place, Surtees est à dix-sept secondes, ayant distancé Stewart sur qui Ickx et Hulme remontent rapidement.
Au trentième passage devant les stands, Ickx est revenu dans les roues du pilote écossais ; il s'apprête à déborder la Matra mais sort trop large du virage de «Hawthorn» et évite de peu le tête-à-queue. Hulme en profite pour passer devant la Ferrari et double ensuite Stewart pour le gain de la cinquième place. Au tour suivant, Stewart se fait également déborder par Ickx qui ne tarde pas à revenir dans les roues de la McLaren de Hulme. Le jeune pilote belge va cependant patienter quelques tours avant de trouver l'ouverture et parvenir à doubler le champion du monde. Son coéquipier Amon a également réussi à dépasser la Lotus de Siffert pour le gain de la deuxième place.
À la mi-course, Oliver s'est forgé une dizaine de secondes d'avance sur le duo Amon/Siffert. Surtees a perdu son aileron arrière de sa monoplace quelques tours auparavant et a dû lever le pied, l'adhérence du train arrière étant devenue précaire. Ickx vient de le déposséder de la quatrième place et Hulme est en passe de rattraper la Honda. Ils accusent plus de cinquante secondes de retard sur la Lotus de tête. Malgré le handicap de son poignet blessé, Stewart se maintient à la septième place mais a perdu le contact avec le groupe qui le précède.
Au quarante-deuxième tour, Siffert s'approprie le record officiel du circuit, à plus de 171 km/h, et revient dans les échappements de la Ferrari d'Amon, qu'il déborde aussitôt, reprenant la deuxième place. Le pilote suisse va se retrouver en tête une boucle plus tard, Oliver étant en panne sur le circuit : une panne de transmission sera tout d'abord annoncée, mais il s'avérera ensuite qu'une rupture de bielle a immobilisé la deuxième Lotus officielle. Amon compte alors moins d'une seconde de retard sur Siffert, Ickx étant désormais troisième à une cinquantaine de seconde et Hulme quatrième à près d'une minute. Le duel pour la première place va tenir le public en haleine jusqu'à l'arrivée, une seconde séparant les deux protagonistes, mais à aucun moment Amon ne sera en mesure de prendre la tête, Siffert étant en mesure d'anticiper chaque assaut du Néo-Zélandais ; les pneus de la première Ferrari vont d'ailleurs se dégrader à dix tours de l'arrivée, obligeant son pilote à lâcher prise. Les positions sont désormais acquises et c'est avec quatre secondes d'avance sur Amon que Siffert remporte sa première victoire en championnat du monde. Seuls ces deux pilotes ont accomplis la distance totale, tous leurs poursuivants ayant été doublés au moins une fois. Ickx et Hulme terminent respectivement troisième et quatrième, loin devant Surtees qui malgré une tenue de route déficiente, a conservé jusqu'au bout sa cinquième place, Stewart terminant dans ses roues.

### Classements intermédiaires
Classements intermédiaires des monoplaces aux premier, troisième, cinquième, huitième, dixième, quinzième, vingtième, vingt-cinquième, trentième, quarantième, cinquantième, soixantième et soixante-dixième tours>.

### Classement de la course

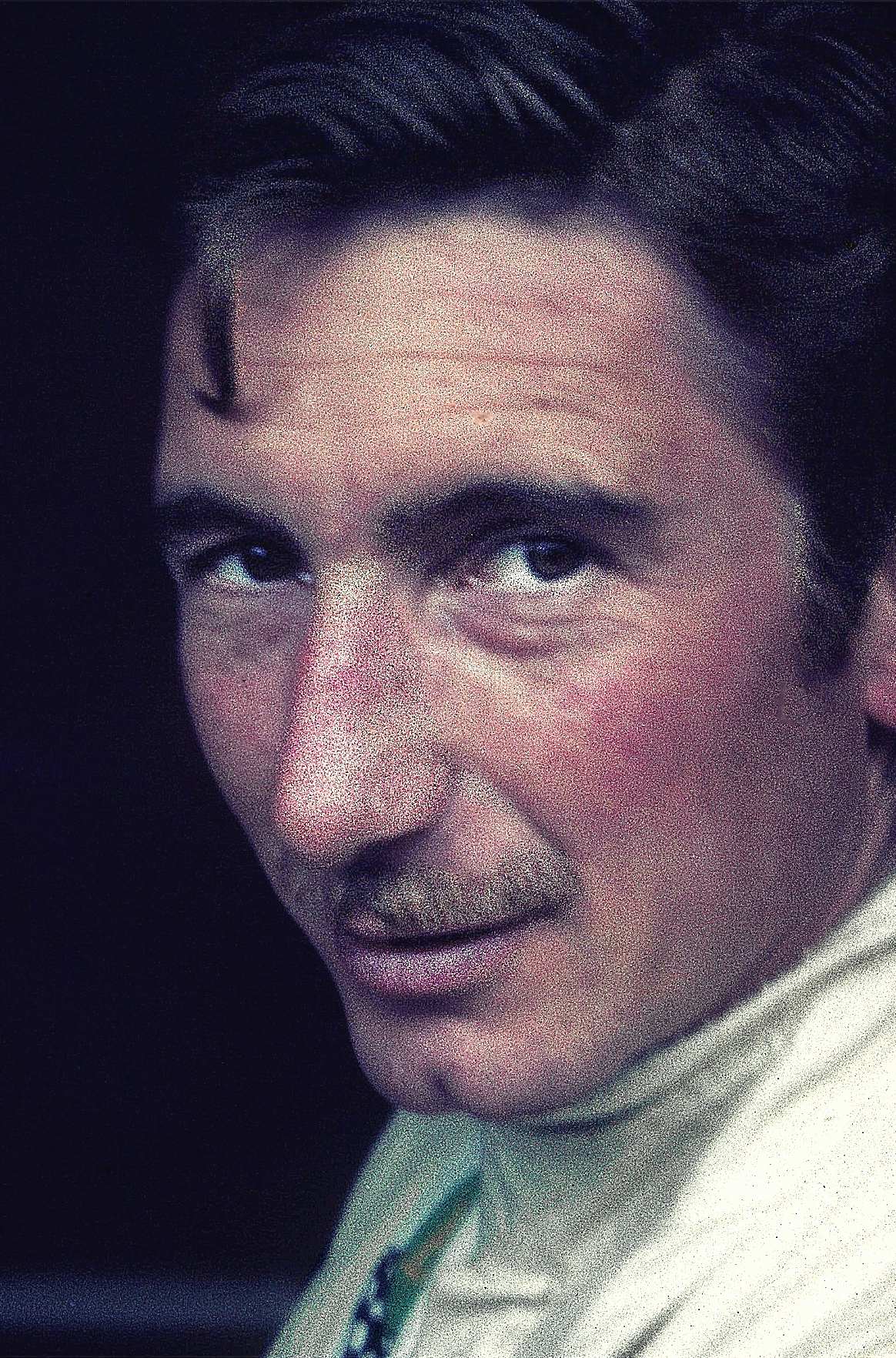
Première victoire en championnat du monde F1 pour Joseph Siffert.

| Pos  | N° | Pilote               | Écurie        | Tours | Temps/Abandon                  | Grille | Points |
| ---- | -- | -------------------- | ------------- | ----- | ------------------------------ | ------ | ------ |
| 1    | 22 | Joseph Siffert       | Lotus-Ford    | 80    | 2 h 01 min 20 s 3              | 4      | 9      |
| 2    | 5  | Chris Amon           | Ferrari       | 80    | 2 h 01 min 24 s 7 (+ 4 s 4)    | 3      | 6      |
| 3    | 6  | Jacky Ickx           | Ferrari       | 79    | 2 h 02 min 04 s 3 (+ 1 tour)   | 12     | 4      |
| 4    | 1  | Denny Hulme          | McLaren-Ford  | 79    | 2 h 02 min 51 s 8 (+ 1 tour)   | 11     | 3      |
| 5    | 7  | John Surtees         | Honda         | 78    | 2 h 01 min 30 s 1 (+ 2 tours)  | 9      | 2      |
| 6    | 14 | Jackie Stewart       | Matra-Ford    | 78    | 2 h 01 min 30 s 2 (+ 2 tours)  | 7      | 1      |
| 7    | 2  | Bruce McLaren        | McLaren-Ford  | 77    | 2 h 02 min 37 s 2 (+ 3 tours)  | 10     |        |
| 8    | 20 | Piers Courage        | BRM           | 72    | 2 h 01 min 24 s 1 (+ 8 tours)  | 16     |        |
| Abd. | 4  | Jochen Rindt         | Brabham-Repco | 55    | Drapeau noir                   | 5      |        |
| Abd. | 10 | Pedro Rodríguez      | BRM           | 52    | Arbre à cames                  | 13     |        |
| Nc.  | 19 | Silvio Moser         | Brabham-Repco | 52    | 2 h 02 min 22 s 1 (Non classé) | 19     |        |
| Abd. | 9  | Jackie Oliver        | Lotus-Ford    | 43    | Transmission                   | 2      |        |
| Abd. | 16 | Robin Widdows        | Cooper-BRM    | 34    | Allumage                       | 18     |        |
| Abd. | 8  | Graham Hill          | Lotus-Ford    | 26    | Demi-arbre                     | 1      |        |
| Abd. | 15 | Vic Elford           | Cooper-BRM    | 26    | Bielle coulée                  | 7      |        |
| Abd. | 18 | Jean-Pierre Beltoise | Matra         | 11    | Pression d'huile               | 14     |        |
| Abd. | 11 | Richard Attwood      | BRM           | 10    | Radiateur percé                | 15     |        |
| Abd. | 24 | Dan Gurney           | Eagle         | 8     | Pompe à essence                | 6      |        |
| Abd. | 23 | Joakim Bonnier       | McLaren-BRM   | 6     | Soupape                        | 20     |        |
| Abd. | 3  | Jack Brabham         | Brabham-Repco | 0     | Arbre à cames                  | 8      |        |

Légende :
- Abd.=Abandon

### Pole position et record du tour
- Pole position :  Graham Hill (Lotus) en 1 min 28 s 9 (vitesse moyenne : 172,711 km/h). Temps réalisé lors de la séance d'essais du vendredi 19 juillet[22].
- Meilleur tour en course :  Joseph Siffert (Lotus) en 1 min 29 s 7 (vitesse moyenne : 171,171 km/h) au quarante-deuxième tour.

#### Évolution du meilleur tour en course
Le meilleur tour fut amélioré six fois au cours de l'épreuve.

### Tours en tête
- Jackie Oliver : 20 tours (1-3 / 27-43)
- Graham Hill : 23 tours (4-26)
- Joseph Siffert : 37 tours (44-80)

## Classement général à l'issue de la course
- Attribution des points : 9, 6, 4, 3, 2, 1 respectivement aux six premiers de chaque épreuve.
- Pour la coupe des constructeurs, même barème et seule la voiture la mieux classée de chaque équipe inscrit des points.
- Le championnat est divisé en deux demi-saisons, seuls les cinq meilleurs résultats (sur six épreuves) étant retenus pour chaque partie[22].

| Pos. | Pilote               | Écurie  | Points | AFS | ESP | MON | BEL | NL | FRA | 1re ½ saison | GBR | ALL | ITA | CAN | USA | MEX | 2e ½ saison |
| ---- | -------------------- | ------- | ------ | --- | --- | --- | --- | -- | --- | ------------ | --- | --- | --- | --- | --- | --- | ----------- |
| 1    | Graham Hill          | Lotus   | 24     | 6   | 9   | 9   | -   | -  | -   | 24           | -   |     |     |     |     |     | -           |
| 2    | Jacky Ickx           | Ferrari | 20     | -   | -   | -   | 4   | 3  | 9   | 16           | 4   |     |     |     |     |     | 4           |
| 3    | Jackie Stewart       | Matra   | 17     | -   | -   | -   | 3   | 9  | 4   | 16           | 1   |     |     |     |     |     | 1           |
| 4    | Denny Hulme          | McLaren | 15     | 2   | 6   | 2   | -   | -  | 2   | 12           | 3   |     |     |     |     |     | 3           |
| 5    | Pedro Rodríguez      | BRM     | 10     | -   | -   | -   | 6   | 4  | -   | 10           | -   |     |     |     |     |     | -           |
|      | Chris Amon           | Ferrari | 10     | 3   | -   | -   | -   | 1  | -   | 4            | 6   |     |     |     |     |     | 6           |
| 7    | Jim Clark            | Lotus   | 9      | 9   | -   | -   | -   | -  | -   | 9            | -   |     |     |     |     |     | -           |
|      | Bruce McLaren        | McLaren | 9      | -   | -   | -   | 9   | -  | -   | 9            | -   |     |     |     |     |     | -           |
|      | Joseph Siffert       | Lotus   | 9      | -   | -   | -   | -   | -  | -   | -            | 9   |     |     |     |     |     | 9           |
|      | Jean-Pierre Beltoise | Matra   | 9      | 1   | 2   | -   | -   | 6  | -   | 9            | -   |     |     |     |     |     | -           |
| 11   | John Surtees         | Honda   | 8      | -   | -   | -   | -   | -  | 6   | 6            | 2   |     |     |     |     |     | 2           |
| 12   | Richard Attwood      | BRM     | 6      | -   | -   | 6   | -   | -  | -   | 6            | -   |     |     |     |     |     | -           |
|      | Ludovico Scarfiotti  | Cooper  | 6      | -   | 3   | 3   | -   | -  | -   | 6            | -   |     |     |     |     |     | -           |
| 14   | Lucien Bianchi       | Cooper  | 5      | -   | -   | 4   | 1   | -  | -   | 5            | -   |     |     |     |     |     | -           |
| 15   | Jochen Rindt         | Brabham | 4      | 4   | -   | -   | -   | -  | -   | 4            | -   |     |     |     |     |     | -           |
|      | Brian Redman         | Cooper  | 4      | -   | 4   | -   | -   | -  | -   | 4            | -   |     |     |     |     |     | -           |
| 17   | Vic Elford           | Cooper  | 3      | -   | -   | -   | -   | -  | 3   | 3            | -   |     |     |     |     |     | -           |
| 18   | Jackie Oliver        | Lotus   | 2      | -   | -   | -   | 2   | -  | -   | 2            | -   |     |     |     |     |     | -           |
|      | Silvio Moser         | Brabham | 2      | -   | -   | -   | -   | 2  | -   | 2            | -   |     |     |     |     |     | -           |
| 20   | Piers Courage        | BRM     | 1      | -   | -   | -   | -   | -  | 1   | 1            | -   |     |     |     |     |     | -           |

| Pos. | Écurie        | Points | AFS | ESP | MON | BEL | NL | FRA | 1re ½ saison | GBR | ALL | ITA | CAN | USA | MEX | 2e ½ saison |
| ---- | ------------- | ------ | --- | --- | --- | --- | -- | --- | ------------ | --- | --- | --- | --- | --- | --- | ----------- |
| 1    | Lotus-Ford    | 38     | 9   | 9   | 9   | 2   | -  | -   | 29           | 9   |     |     |     |     |     | 9           |
| 2    | Ferrari       | 25     | 3   | -   | -   | 4   | 3  | 9   | 19           | 6   |     |     |     |     |     | 6           |
| 3    | McLaren-Ford  | 22     | -   | 6   | 2   | 9   | -  | 2   | 19           | 3   |     |     |     |     |     | 3           |
| 4    | Matra-Ford    | 20     | 1   | 2   | -   | 3   | 9  | 4   | 19           | 1   |     |     |     |     |     | 1           |
| 5    | BRM           | 17     | -   | -   | 6   | 6   | 4  | 1   | 17           | -   |     |     |     |     |     | -           |
| 6    | Cooper-BRM    | 12     | -   | 4   | 4   | 1   | -  | 3   | 12           | -   |     |     |     |     |     | -           |
| 7    | Honda         | 8      | -   | -   | -   | -   | -  | 6   | 6            | 2   |     |     |     |     |     | 2           |
| 8    | Matra         | 6      | -   | -   | -   | -   | 6  | -   | 6            | -   |     |     |     |     |     | -           |
|      | Brabham-Repco | 6      | 4   | -   | -   | -   | 2  | -   | 6            | -   |     |     |     |     |     | -           |
| 10   | McLaren-BRM   | 2      | 2   | -   | -   | -   | -  | -   | 2            | -   |     |     |     |     |     | -           |

## À noter
- 1re victoire en championnat du monde pour Joseph Siffert ; le pilote suisse avait, auparavant, remporté trois Grands Prix de Formule 1 (un en 1963, un en 1964 et un en 1965[3]) ; il s'agit donc de sa quatrième victoire en formule 1.
- 33e victoire en championnat du monde pour Lotus en tant que constructeur.
- 10e victoire en championnat du monde pour Ford Cosworth en tant que motoriste.
- 13e et dernière  pole position en championnat du monde pour Graham Hill.
- 1er meilleur tour en course en championnat du monde pour Joseph Siffert.
- 1re victoire d'un pilote suisse en championnat du monde de Formule 1.